# Ameletus tertius
Ameletus tertius är en dagsländeart som beskrevs av Mcdunnough 1938. Ameletus tertius ingår i släktet Ameletus och familjen Ameletidae. Inga underarter finns listade i Catalogue of Life.